# Репужинцы (Ивано-Франковская область)
Репужинцы (укр. Репужинці) — село в Чернелицкой поселковой общине Коломыйского района Ивано-Франковской области Украины.
Население по переписи 2001 года составляло 414 человек. Занимает площадь 9,255 км². Почтовый индекс — 78130. Телефонный код — 03430.